# Lester Cowan
Lester Cowan (Akron, 1 d'abril de 1906 - Nova York, 21 d'octubre de 1990) va ser un productor de cinema estatunidenc.
Va produir pel·lícules durant gairebé vint anys, entre les seves produccions més famoses hi ha Love Happy protagonitzada pels germans Marx i una desconeguda Marilyn Monroe.

## Filmografia parcial
- The Whole Town's Talking (1935), sense acreditar
- You Can't Cheat an Honest Man (1939)
- My Little Chickadee (1940)
- Ladies in Retirement (1941)
- Commandos Strike at Dawn (1942)
- The Story of G.I. Joe (1945)
- One Touch of Venus (1948)
- Love Happy (1949)
- Main Street to Broadway (1953)